# إسحاق قبلى
إسحاق قبلى (25 أبريل 1987 ببرج الكيفان في الجزائر - ) هو لاعب كرة قدم جزائري في مركز الدفاع.

## روابط خارجية
- إسحاق قبلى على موقع قاعدة بيانات كرة القدم.إي يو (الإنجليزية)
- إسحاق قبلى على موقع Soccerway.com (الإنجليزية)